# Schwedische Badmintonmeisterschaft 2006
Die Schwedische Badmintonmeisterschaft 2006 fand vom 3. bis zum 6. Februar 2006 in Uppsala statt.

## Finalergebnisse
| Disziplin    | Sieger                           | Finalist                      | Ergebnis       |
| ------------ | -------------------------------- | ----------------------------- | -------------- |
| Herreneinzel | George Rimarcdi                  | Daniel Eriksson               |                |
| Dameneinzel  | Sara Persson                     | Elin Bergblom                 | 11:5 11:4      |
| Herrendoppel | Joakim Andersson Zhang Yi        | Daniel Glaser Rasmus Wengberg | 15:2 9:15 15:9 |
| Damendoppel  | Johanna Persson Elin Bergblom    | Lina Alfredsson Lina Uhac     | 15:6 15:12     |
| Mixed        | Henri Hurskainen Johanna Persson | Hugi Heimirsson Sara Johnson  | 15:6 15:7      |